# Zacharias Werner

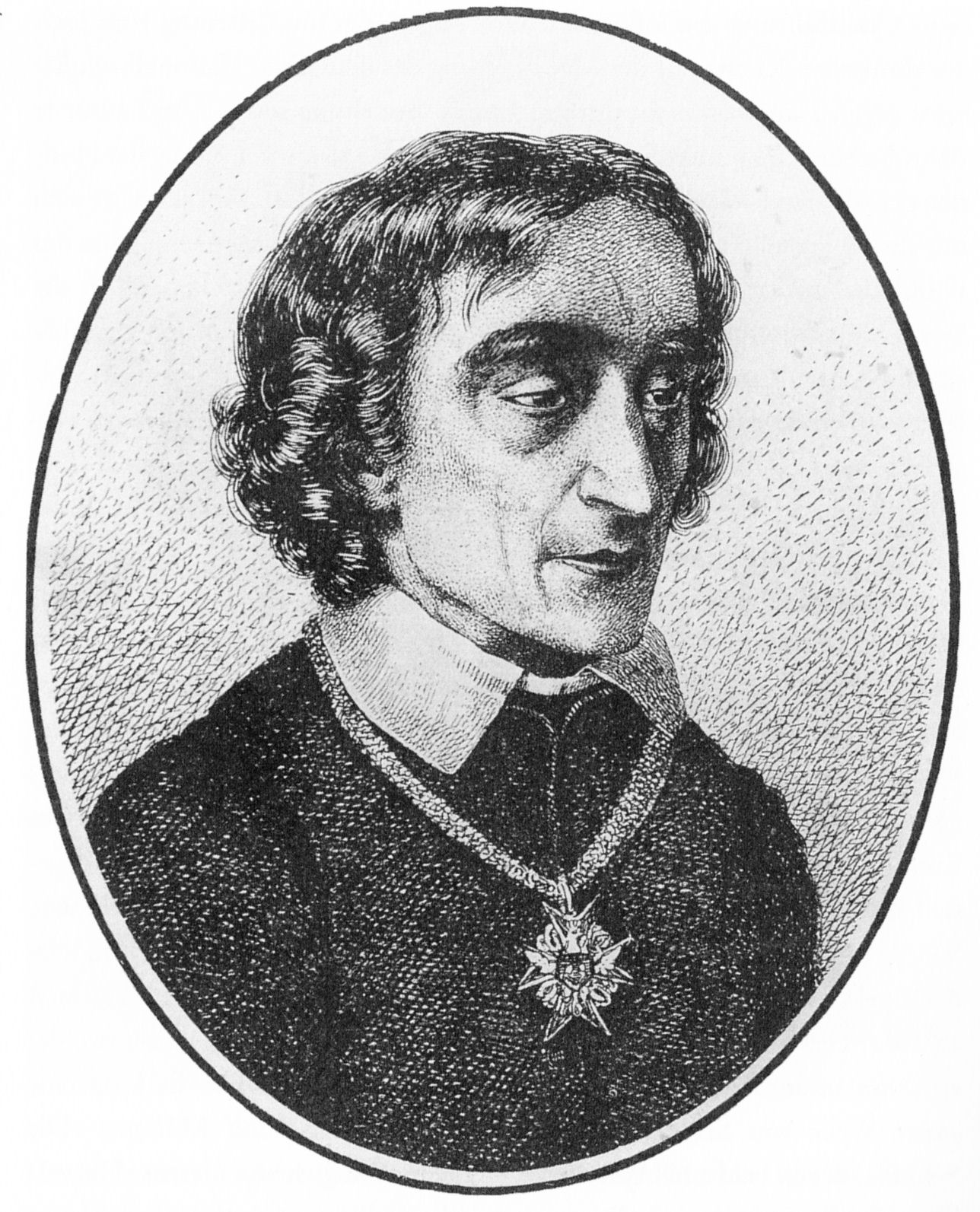

Friedrich Ludwig Zacharias Werner (Königsberg en Prusia, el 18 de noviembre de 1768 - Viena, 17 de enero de 1823), fue un poeta, dramaturgo y predicador alemán.
Su madre murió siendo una maniaca religiosa, y Werner heredó su naturaleza débil y desequilibrada. En la Universidad de Königsberg estudió Derecho; pero Jean-Jacques Rousseau y los seguidores alemanes de Rousseau influyeron en su perspectiva sobre la vida. Durante años osciló entre aspiraciones hacia el estado de naturaleza, lo que le llevaron a una serie de desgraciados matrimonios, y una admiración sentimental, común a tantos de los románticos, hacia la Iglesia católica, que acabó con su conversión al catolicismo en 1811. 
Su talento se reconoció muy pronto y le valió obtener un puesto gubernamental en Varsovia, que más tarde cambió por otro en Berlín.
En el curso de sus viajes, y por correspondencia, conoció a muchas figuras literarias eminentes de la época; y triunfó al lograr que sus obras se representaran, con bastante éxito. En 1814 fue ordenado sacerdote y, cambiando la pluma por el púlpito, se hizo un predicador popular en Viena donde, durante el famoso congreso de 1814, sus elocuentes aunque fanáticos discursos fueron escuchados por un nutrido público.

## Obras
- Vermischte Gedichte, 1789
- Die Söhne des Thals, 1803-1804
- Die Templer auf Cypern, 1803
- Die Kreuzesbrüder, 1804
- Das Kreuz an der Ostsee', 1806
- Die Brautnacht, 1806

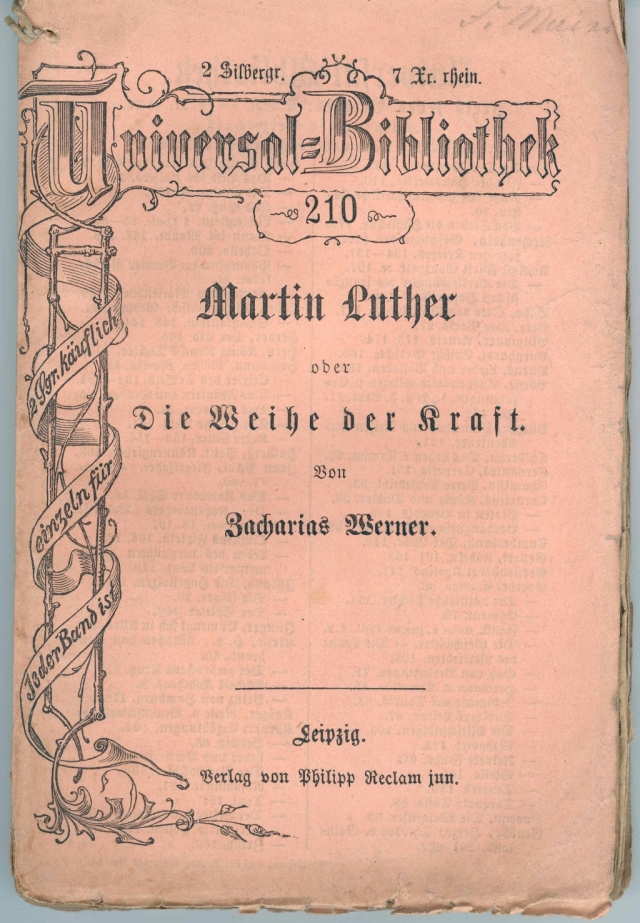
Martin Luther oder Die Weihe der Kraft, 1870.

- Martin Luther oder die Weihe der Kraft, 1806
- Attila, 1808
- Wanda, 1810
- Die Weihe der Unkraft, 1813
- Der 24. Februar, 1815
- Kunigunde die Heilige, 1815
- Geistliche Übungen für drei Tage, 1818
- Die Mutter der Makkabäer, 1820